# Entwicklungstest
Ein Entwicklungstest ist ein diagnostisches Testverfahren, welches z. B. im Bereich der Pädagogik und der Psychologie Anwendung finden kann. Mit Hilfe projektiver oder psychometrischer Methoden wird angestrebt, quantitative oder/und qualitative Aussagen über den Entwicklungsstand von Kindern und Jugendlichen zu ermitteln. Ein Entwicklungstest kann ein- oder mehrdimensional sein. Ein typischer Anwendungsbereich ist die Bestimmung der Einschulungsreife.

## Grundlagen
Man unterscheidet in der Wissenschaft zwischen einem traditionellen und einem modernen Entwicklungsverständnis (vgl. Umwelt-Anlage-Debatte):
1. Die traditionelle Perspektive betrachtet Entwicklung als neurologische Reifung. Kleinste Abweichungen von allgemeingültigen Entwicklungsgrundsätzen können bereits als pathologisch gelten.
2. Aus moderner Sicht wird ein differenzierteres und weiter gefasstes Verständnis einer normalen Entwicklung angenommen, das empirisch nachgewiesen ist und in Entwicklungstest entsprechend berücksichtigt wird.

## Inhaltlicher Aufbau
Entwicklungstests lassen sich in Screeningverfahren, allgemeine und spezifische Entwicklungstests untergliedern:
1. Screeningverfahren sind systematische, zeitökonomische Testverfahren, die eine erste Orientierung (Klassifikation: auffällig/unauffällig) bei bestimmten Symptomen liefern. Bei der Bestätigung eines Verdachtsfalls muss eine genauere Untersuchung im Rahmen einer Differenzialdiagnostik zur Feststellung der tatsächlichen Entwicklungsrückstände folgen.
2. Allgemeine Entwicklungstests untersuchen ein umfassenderes Spektrum in der kindlichen sowie jugendlichen Entwicklung als es reine Screeningverfahren tun und ermöglichen damit eine feinere Bestimmung der Symptome:

- Körpermotorik (Grobmotorik)
- Handgeschicklichkeit (Feinmotorik)
- Auge-Hand-Koordination (Visuomotorik)
- Wahrnehmung
- Sprachentwicklung
- emotionale Entwicklung
- Sozialentwicklung
- kognitive Entwicklung

1. Spezifische Entwicklungstests konzentrieren sich auf bestimmte Bereiche bzw. auf ein bestimmtes Leistungsspektrum. Manche Entwicklungstests befassen sich explizit mit bestimmten Störungen in den Vorläuferfertigkeiten (z. B. Legasthenie, Dyskalkulie oder ADHS).

## Aussage von Entwicklungstests
Es werden Entwicklungszustände und Entwicklungsverläufe gemessen. Entwicklungsverläufe können erst durch wiederholte Erfassung von Entwicklungszuständen festgelegt werden, die über einen gewissen Zeitraum hinweg erfolgt. Die Auswertung der Entwicklungsverläufe ermöglicht eine Kontrolle und Überprüfung etwa der Wirksamkeit bestimmter Fördermaßnahmen. Entwicklungsprofile zeigen differenziert den Entwicklungsstand eines Kindes oder Jugendlichen in den getesteten Bereichen auf.

## Güte von Entwicklungstests
Die aktuell gängigen wissenschaftlich fundierten Entwicklungstests sind in ihrer Durchführung, Auswertung und Interpretation objektiv und liefern als standardisierte Verfahren zuverlässige Ergebnisse. Alle aktuellen Entwicklungstests weisen inhaltliche Validität auf (vgl. Macha, Proske & Petermann, 2005).
Dabei sind aktuelle Normen in der Leistungsdiagnostik, zu der auch die Entwicklungstests zählen, besonders wichtig. Ähnlich wie im Bereich der Intelligenzdiagnostik sind im Entwicklungsbereich generationsabhängige Unterschiede zu finden (Flynn-Effekt).

## Liste von Entwicklungstests (Beispiele)
- Bayley Scales of Infant Development
- Sensomotorisches und Psychosoziales Entwicklungsgitter
- Entwicklungstest sechs Monate bis sechs Jahre (ET 6-6)
- Griffiths-Entwicklungsskalen (deutsch)
- Münchener Funktionelle Entwicklungsdiagnostik (1. Lebensjahr)
- Münchener Funktionelle Entwicklungsdiagnostik (2. und 3. Lebensjahr)
- Wiener Entwicklungstest